# S-67 黑鷹攻擊直升機
S-67黑鷹攻擊直升機（英語：S-67 Blackhawk)是一架由西科斯基私人投資設計的攻擊直升機，其目的是在突襲的同時，通過外掛吊載能運載8-15名士兵進入戰場。

## 發展

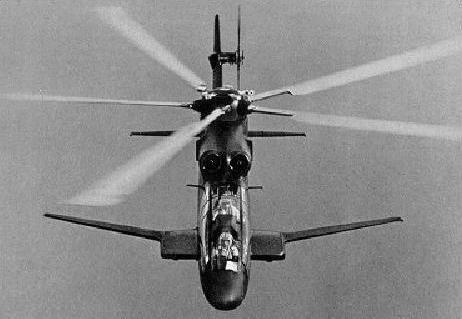

美國陸軍為了要一種火力更強、速度更快的武裝直升機，而啟動先進空中火力支援系統(AAFSS)，並開始研發AH-56夏延直升機用於反坦克武裝直升機的角色，但夏延的開發並不順利。同時間，貝爾提供的是309 眼鏡王蛇，而塞考斯基先是提供SH-3海王直昇機，而後又以此為基礎，開啟研發S-67。S-67於1969年11月開始設計，隨後於1970年2月開始製造，並成功於1970年8月 20日首飛。雖然S-67的尺寸大，速度又快，但它以非常平穩和反應靈敏而著稱。S-67採用五葉主旋翼和尾旋翼。主旋翼取自S-61(SH-3)，但經過修改後具有一個輪轂整流罩、後掠主旋翼葉片尖端和一個特殊的“alpha-1”連桿，該連桿在主旋翼控制裝置中，以增加總俯仰靈敏度和總變距操縱。S-67也配備了移動地圖顯示、手動集體無線電調諧控制和夜視系統。
S-67由西科斯基試飛員庫爾特·坎農(英語：Kurt Cannon)和拜倫·格雷厄姆(英語：Byron Graham)駕駛，於1970年12月14日在3公里3km(1.9mi)的航道上以348.97km/h(217 mph)的速度飛行，創造了兩項 E-1 級世界速度紀錄，和1970年12月19日在15to25km(9.3to16mi)的路線上以355.48km/h(221mph)的速度行駛。這些記錄持續了八年。
1972年，美國陸軍對S-67黑鷹和309眼鏡王蛇直升機都不滿意，認為其無法取代AH-56夏延直升機。而陸軍選擇創建新的先進武裝直升機計劃。
雖然S-67的尺寸和速度都很高，但它以非常平穩和反應靈敏而著稱。
1974年9月1日，在法恩堡航空展上進行低空飛行演示時，唯一的 S-67原型機因在低空翻滾中錯判他們的位置，因而墜毀。試飛員斯圖·克雷格(英語：Stu Craig)在撞擊中當場身亡，試飛員庫爾特·坎農(英語：Kurt Cannon)則在9天後重傷不治。事故發生後，S-67停止研發。

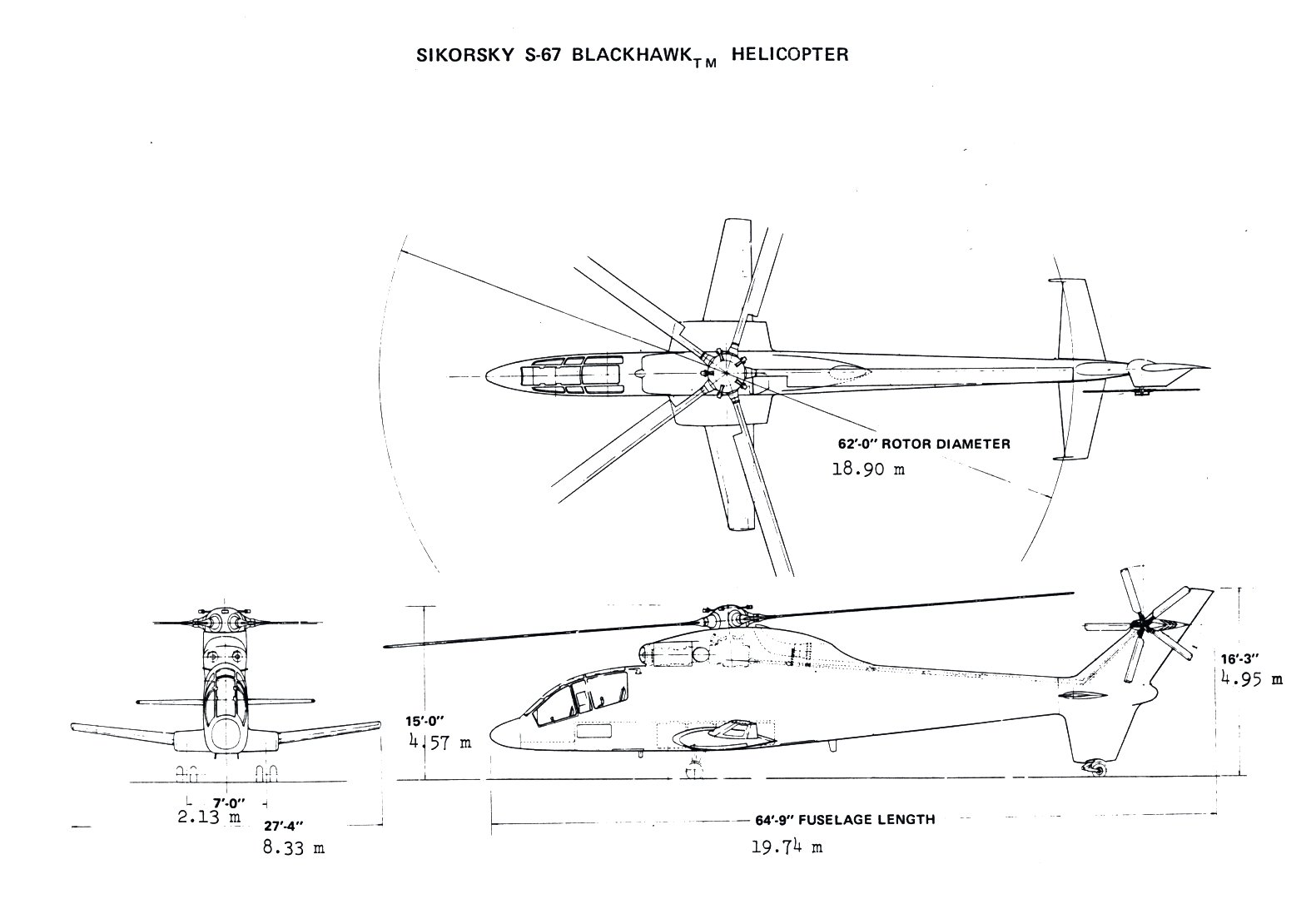

而後美國陸軍將UH-60命名為黑鷹。

## 外部連結
（页面存档备份，存于）